# Умаров Іслам Султанович
Іслам Султанович Умаров (1934, місто Ташкент, тепер Узбекистан — 9 жовтня 2001, Узбекистан) — радянський узбецький діяч, перший секретар Джизацького обкому КП Узбекистану. Депутат Верховної ради Узбецької РСР. Депутат Верховної ради СРСР 11-го скликання (1986—1989). Кандидат ветеринарних наук.

## Життєпис
Народився в родині робітника.
У 1956 році закінчив Московську ветеринарну академію.
У 1956—1965 роках — ветеринарний лікар радгоспу «Гузар» Гузарського району Кашкадар'їнської області.
Член КПРС з 1963 року.
У 1965—1985 роках — директор Сирдар'їнського обласного тресту радгоспів; завідувач сільськогосподарського відділу Сирдар'їнського обласного комітету КП Узбекистану; секретар Сирдар'їнського обласного комітету КП Узбекистану; заступник міністра сільського господарства Узбецької РСР; секретар Джизакського обласного комітету КП Узбекистану.
3 квітня 1985 — 1988 року — 1-й секретар Джизацького обласного комітету КП Узбекистану.
У 1988 — 6 cічня 1989 року — 1-й заступник голови Державного агропромислового комітету (Держагропрому) Узбецької РСР. Одночасно, з 30 липня 1988 по 6 січня 1989 року — міністр Узбецької РСР.
Подальша доля невідома. Помер 9 жовтня 2001 року.

## Звання
- підполковник

## Нагороди
- орден Жовтневої Революції
- орден Трудового Червоного Прапора
- орден Дружби народів
- орден «Знак Пошани»
- медалі
- Заслужений працівник сільського господарства Узбецької РСР (1984)